# Torre de Entrerríos
La torre de Entrerríos, también llamada Torre de Entre Ríos, Torre de Palmones o Torre de Guadarranque, es una torre almenara situada entre los ríos Palmones y Guadarranque, de donde toma sus nombres, en el término municipal de Los Barrios, en la provincia de Cádiz (España). Actualmente la construcción se encuentra en buen estado de conservación en el interior del denominado Parque de la Torre de aproximadamente 9000 m² en la barriada de Palmones. Esta torre tenía la función de controlar un amplio tramo de costa de la Bahía de Algeciras y formaba parte del sistema defensivo del Estrecho de Gibraltar. Se considera construida en el siglo XVI dentro del plan de vigilancia costera de Felipe II destinado a la defensa frente a piratas berberiscos, concretamente se supone edificada entre 1585 y 1588 a instancias de Luis Bravo de Laguna siguiendo el diseño de la cercana Torre del Rocadillo. Sin embargo varios investigadores atendiendo a su tipología, fundamentalmente su planta cuadrada, apuntan a un origen anterior posiblemente ligado a otras construcciones medievales de la zona realizadas por los benimerines.
Esta construcción de planta cuadrada poseía una altura de 11 metros más el pretil que por haberse perdido se desconocen sus dimensiones. Está construida con mampuestos irregulares unidos con argamasa y era maciza desde la base hasta los cinco metros donde se localizaba su única estancia. Esta estancia era accesible mediante una puerta abierta al oeste a 7 metros de altura que aún conserva los soportes para una escalera de cuerda y mechinales para subir mercancías. Tenía también una pequeña ventana en la pared opuesta a la puerta que daba una clara visión de la costa y una chimenea. Desde esta estancia podía accederse al terrado mediante una escalera helicoidal y una pequeña abertura en el techo. El terrado, incapaz para soportar piezas de artillería, poseía una garita de vigilancia que en la actualidad se ha perdido.